# 福島市立福島第三小学校
福島市立福島第三小学校（ふくしましりつ ふくしまだいさん しょうがっこう）は、福島県福島市にある公立小学校である。

## 概要
福島市中心市街地である中央東地域の北東部を学区とし、国道4号北町バイパス沿い、JRA福島競馬場の向かい側に位置する。初めて町村合併により福島市立（当時は町立）に移管された学校であり、現在も学区は当時の信夫郡浜辺村村域を基本とする。現在用いられている校歌は古関裕而の作曲によるものである。2021年5月1日現在、15学級329名の児童が在籍する。

## 沿革
- 1884年5月15日 - 学校創立。後に自治体合併を経て浜辺村立浜辺小学校となる。
- 1904年7月 - 信夫郡福島町と同郡浜辺村の合併により、浜辺村立浜辺小学校が福島町立福島第三尋常小学校に改称される。
- 1905年4月 - 実業補習学校が併設される。
- 1907年4月 - 市制施行により福島市立福島第三尋常小学校となる。
- 1941年4月 - 国民学校令施行により福島第三国民学校となる。
- 1947年4月 - 学校教育法施行により、福島第三小学校となる。
- 1952年4月 - 福島第三幼稚園が付設される。
- 1969年 - 北校舎完成[2]。
- 1970年 - 中校舎完成[2]。
- 1972年 - 南校舎完成[2]。
- 1973年
  - 時期不明 - 屋内運動場完成[2]。
  - 4月 - 身体虚弱特殊学級開設[1]。
- 2015年4月 - 自閉症・情緒障がい特別支援学級開設[1]。
- 2016年4月 - 病弱特別支援学級開設[1]。
- 2020年3月4日 - この日から5月24日（3月24日～4月7日の春休み期間をはさむ）まで、新型コロナウイルス感染症対策に係る臨時休業[1]。

## 教育方針
教育目標　
- 「愛・誠・勇」を校訓として、愛の精神と誠実さ、勇気をもった「やさしく，たくましい子ども」を育成する。

校訓の「愛・誠・勇」は1907年4月1日に定められた。

## 通学区域
- 中央東地域
  - 入江町
  - 霞町（1～4番、8～10番を除く）
  - 旭町
  - 松浪町
  - 八島町
  - 山下町
  - 春日町
  - 桜木町（1番2号～3番37号、5番20号～14番41号、15番100号～15番116号を除く）
  - 東浜町
  - 堀河町
  - 松山町
  - 岩谷
  - 山神
  - 大森（市内信夫地区の大森地域とは異なり、信夫山東部の地名である）
  - 立石
  - 北原
  - 猫淵
  - 滝元
  - 坂登
  - 石田
  - 岩ノ前
  - 山際
  - 山居
  - 茶屋下
  - 道前
  - 北ノ前
  - 田中島
  - 舘ノ前
  - 蝦貫
  - 矢倉下
  - 遠瀬戸
  - 本内（字南下釜）
  - 古川
  - 中荒子
  - 北中川原
  - 高野河原下
  - 上荒子
  - 下荒子
  - 本新畑
  - 小金山
  - 狩野
  - 所窪
  - 山居上
  - 鴇頭森
  - 清水山[4]

## 進学先中学校
- 福島市立福島第二中学校
- 福島市立福島第三中学校[5]

## 学区 / 校区内の主な施設
- 国道4号
  - 北町バイパス
- 国道115号中村街道
- 福島競馬場
- 信夫山公園
- 岩谷観音
- 福島県文化センター
- 福島市信夫ヶ丘運動公園
  - 福島市信夫ヶ丘競技場
  - 福島市信夫ヶ丘球場
- ラジオ福島
- 福島赤十字病院
- 福島市立福島第三中学校
- 福島東稜高等学校

## 交通
- JR福島駅より福島交通路線バス保原・藤田行約10分、福島競馬場前下車約10分。